# Bazuna
Bazuna ist eine lange hölzerne Naturtrompete, die von den Kaschuben in der nordpolnischen Region Kaschubei gespielt wird. Die traditionell von Schäfern und Fischern geblasene bazuna gehört wie das Alphorn zur europäischen Hirtentradition und ist mit den Holztrompeten trembita in der Ukraine und bucium in Rumänien verwandt. In Polen sind mit der trombita im Süden und der ligawka in der Landesmitte zwei weitere Holztrompeten bekannt, die heute bei Folkloreveranstaltungen und Musikwettbewerben gespielt werden.

## Herkunft und Verbreitung

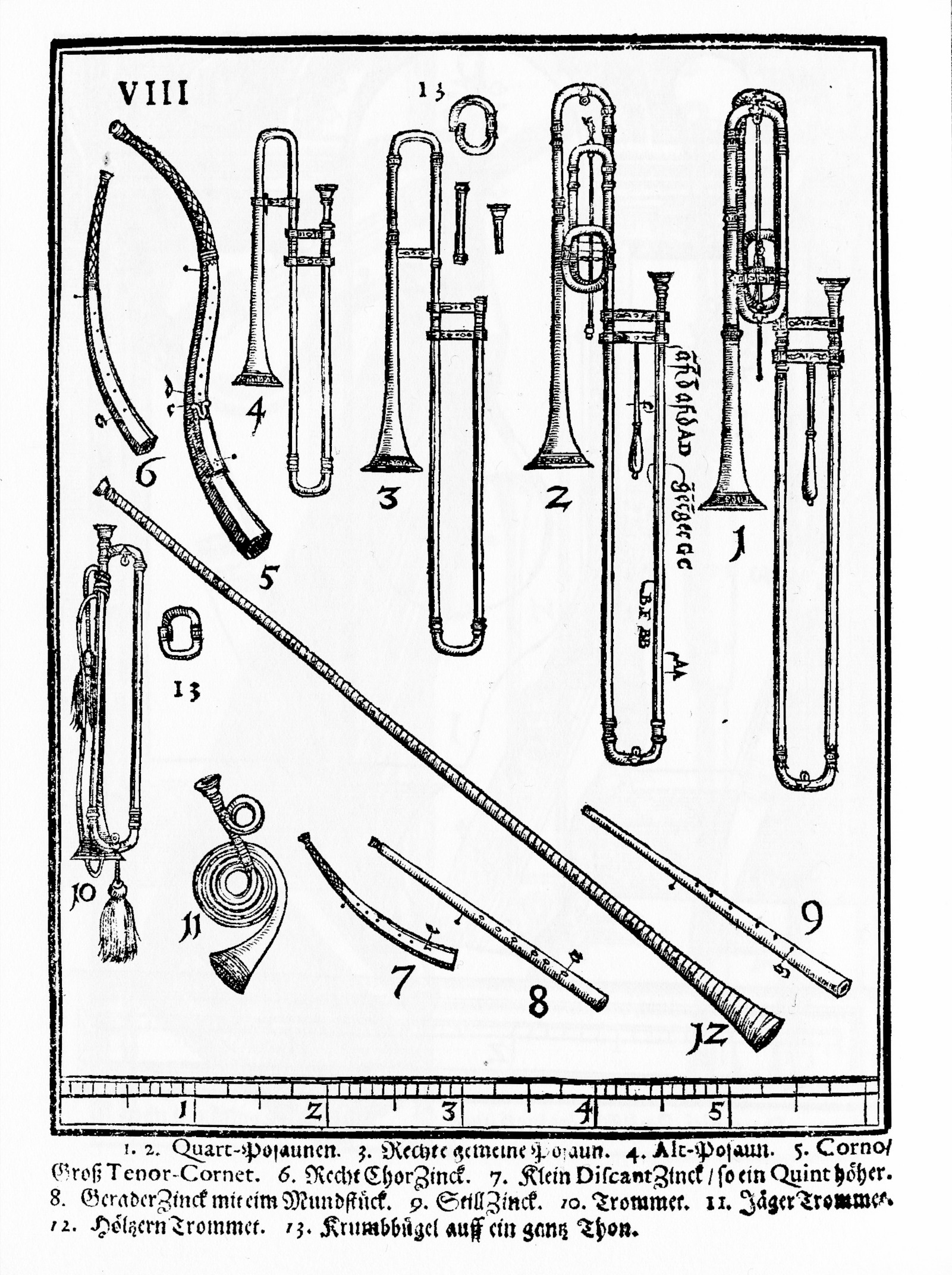
Trompeten und Hörner, darunter Nr. 12: lange Holztrompete, in Michael Praetorius: Syntagma musicum, Band 2, 1620.

In Skandinavien wurden bronzezeitliche Hörner mit einem konischen Bronzerohr ausgegraben, die ungefähr aus der ersten Hälfte des 1. Jahrtausends v. Chr. stammen. Im Anschluss an den ersten derartigen Fund im Jahr 1797, den Luren von Brudevælte, erhielten sie den nordischen Namen lur (Plural lurer, von altnordisch ludr, „Blashorn“). So werden die skandinavischen Holz- und Rindentrompeten genannt, die bis Ende des 19. Jahrhunderts von Hirten geblasen wurden, um Raubtiere fern und die Viehherde zusammen zu halten. Dem stets paarweisen Vorkommen der Bronzehörner und ihrer spezifisch S-förmig geschwungenen Form nach zu urteilen, waren sie vermutlich metallene Nachahmungen von zuvor verwendeten Auerochsenhörnern. Die prähistorischen Blasinstrumente wurden paarweise und neben ihrer sonstigen Verwendung auch bei rituellen Anlässen gespielt. Die norwegische Holztrompete lur der Hirten besteht meist aus einem 1,5 bis 2 Meter langen konischen Rohr, das zur Herstellung in zwei Hälften gespalten, innen ausgehöhlt, wieder zusammengefügt und dann mit Schnur umwickelt wurde. Die einfache Melodien der Holztrompeten, die aus einigen Tönen der Naturtonreihe bestehen, hatten eine ähnliche Signalfunktion wie die Töne der geblasenen Tierhörner.
Ein bedeutender Einzelfund außerhalb Skandinaviens ist eine gerade Langtrompete, die 1959 aus dem Schlammbett des Flusses Erne beim Ort Coolnashanton im Nordwesten Irlands geborgen wurde. Die gut erhaltene, aus dem 9. Jahrhundert oder wenig später stammende Trompete besteht aus einer konischen Holzröhre, die von mehreren Bronzeringen zusammengehalten wird. Nach einer im 19. Jahrhundert aufgekommenen Ansicht, die Curt Sachs in seinem Reallexikon (1913) und nachfolgend übernahm, sollen die früher in der europäischen Bergwelt unter Hirten weit verbreiteten Holztrompeten mit der Wanderung von indogermanischen Völkern aus dem nördlichen Himalaya, wo es Trompeten aus Riesenlilien (Cardiocrinum giganteum) gab, eingeführt worden sein. Nach Sachs könnten auch mit Lindenblättern umwickelte Holzhörner aus dem Gebiet des Amur über Nordasien nach Europa gelangt sein. Einer jüngeren, ebenfalls vagen Hypothese zufolge brachten römische Legionäre als Signalinstrument verwendete Holztrompeten über Osteuropa bis in die Karpaten.
Aus Metall gefertigte antike Hörner wie die römische Bucina, das Cornu und der Lituus, die in einem Bogen gekrümmt waren, auch die gerade römische Tuba und die griechische Salpinx, dienten wie ihre Nachfolger im Mittelalter überwiegend militärischen Zwecken. Unabhängig von den Hörnern und Trompeten der Kunstmusik bliesen die europäischen Hirten weiterhin Tierhörner (Kuh- oder Ziegenhörner) und Trompeten aus Holz oder Birkenrinde (in Frankreich clairon). Ein Einzelfund innerhalb der Wikingerzeit (9. bis 11. Jahrhundert) ist eine Holztrompete, die mit dem Oseberg-Schiff zu einem im Jahr 834 angelegten Wikingergrab gehörte. Die 107 Zentimeter lange Trompete aus Schwarz-Erle wurde aus zwei mit Bändern zusammengehaltenen Halbschalen angefertigt und besitzt eine im mittleren Bereich annähernd quadratische, zylindrische Röhre. Außen ist die Röhre rund und leicht konisch.
Michael Praetorius bildet in Syntagma musicum (1620) eine lange gerade Holztrompete ab, die mit Pflanzenmaterial umwickelt ist; ansonsten zeigen die überlieferten Darstellungen kaum Trompeten aus Holz. Eine kurze Holztrompete, die in der französischen Volksmusik angeblich seit dem Mittelalter bis ins 19. Jahrhundert geblasen wurde, ist die burloir. Im zentralfranzösischen Gebiet Montagne Bourbonnaise ließen sich mit ihr Nachrichten über die Berge vermitteln und an Ostern ersetzte sie die Kirchenglocken.
Die langen europäischen Holztrompeten vom Typus des Alphorns bilden eine in ihrer Größe, Bauart und Verwendung im Wesentlichen einheitliche Blasinstrumentengruppe. Ob das Schweizer Alphorn bereits den Römern bekannt war, ist fraglich, denn die häufig zitierte Angabe, Tacitus habe es cornu alpinus genannt, lässt sich nicht belegen. In der spätrömischen Zeit soll die Holztrompete lituus alpinus genannt worden sein. Auch diese Aussage ermangelt einer Quellenangabe. Im 14. Jahrhundert wurde das Alphorn, der Schweizer Volksüberlieferung zufolge, mancherorts als Signalinstrument verwendet und laut einer Beschreibung von 1689 wurde es wie heute aus zwei gespaltenen, ausgehöhlten, dann verklebten und mit Birkenrinde umwickelten Hälften hergestellt.
Zum Typus des Alphorns gehören vor allem von Hirten in den Bergen geblasene Holztrompeten in Osteuropa, Skandinavien und im Baltikum. Die truba wird in Manuskripten aus dem 12. Jahrhundert in Weißrussland erwähnt und kommt bis heute als Signalinstrument der Schäfer außerdem in Finnland vor. Die finnische truba, auch tuohitorvi, besteht aus einer zylindrischen Holzröhre mit in einer modernen, in den 1970er Jahren eingeführten Version fünf Fingerlöchern und einem Daumenloch. Die Röhre ist mit Birkenrinde umwickelt. Gelegentlich wurde sie auch zur Tanzbegleitung verwendet. Die längere zylindrische trembita ist das Nationalinstrument der Huzulen in den Bergen der westlichen Ukraine. Bei den Goralen im polnisch-slowakischen Grenzgebiet ist die Holztrompete unter demselben Namen trombita bekannt. In Rumänien heißt eine 1,5 bis über 3 Meter lange, konische Holztrompete bucium, tulnic oder trâmbiță. Die früher in der Großen Ungarischen Tiefebene von isoliert lebenden Bauern als Signalinstrument geblasene fakürt hat eine Länge von 0,7 bis 1 Meter, die fakürt der ungarischen Szekler ist 1,5 bis 2,5 Meter lang. Weitere Holztrompeten heißen busen in Slowenien und Büchel in der Schweiz.
Die in der zentralpolnischen Region Masowien vorkommende ligawka hat eine konische, leicht gekrümmte Röhre. Sie wurde auch innerhalb und außerhalb von Kirchen an christlichen Feiertagen geblasen, was der Warschauer Erzbischof an der Wende vom 18. zum 19. Jahrhundert ausdrücklich begrüßte. Um diese Zeit spielten alle jüngeren Gottesdienstbesucher an Weihnachten in der Mitternachtsmesse ligawka. Das Spiel sollte eine ähnliche Schutzwirkung für die Gläubigen ausüben wie wenn es der Schäfer zur Abwehr von Raubtieren einsetzte. Die ligawka erhielt eine weitere symbolische Bedeutung, indem sie in Verbindung zu den Engelstrompeten gebracht wurde, mit denen die Engel in der biblischen Erzählung Jesu Geburt und das Jüngste Gericht verkünden.

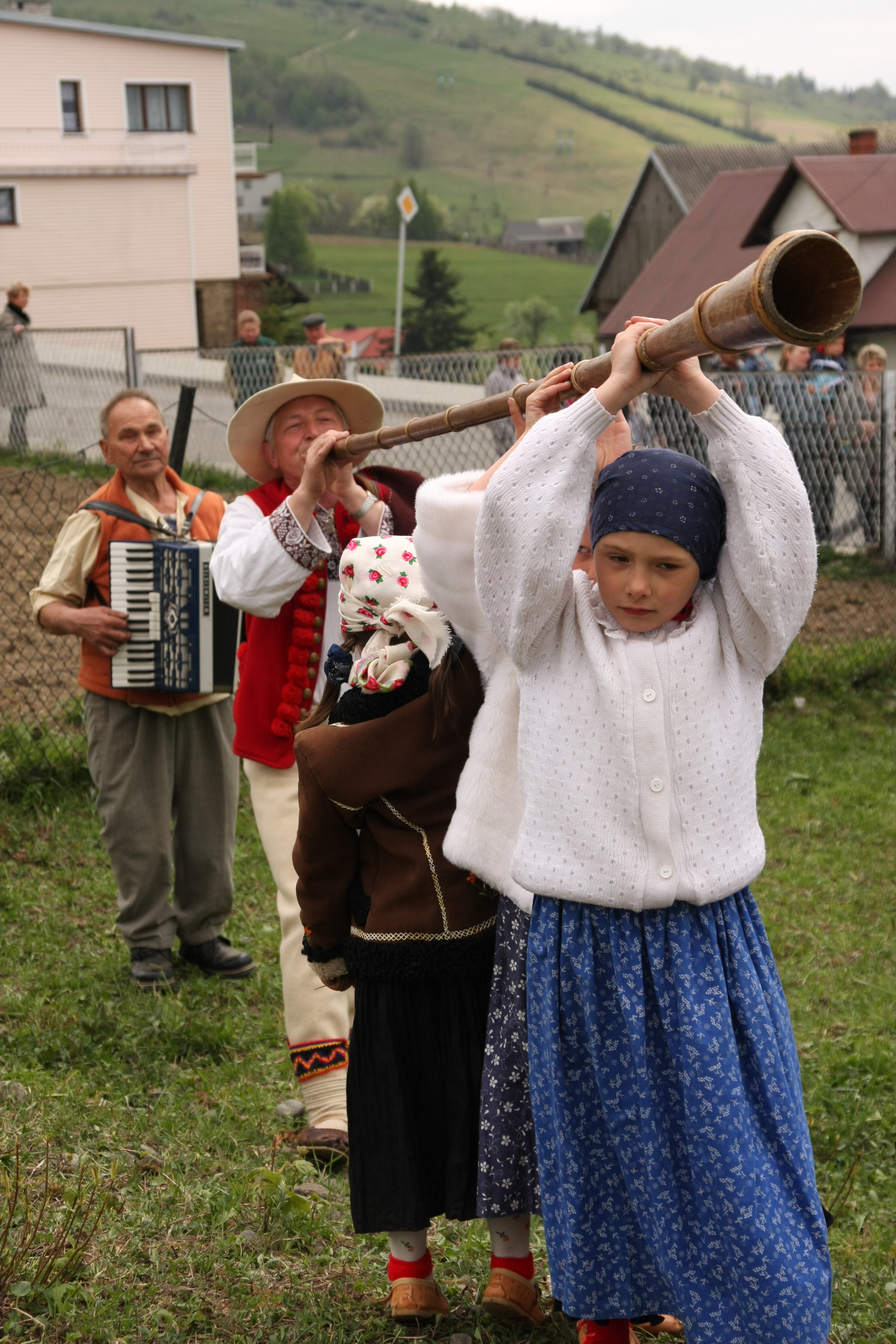
Trombita in den schlesischen Beskiden in Südpolen bei einem jährlich im Mai stattfindenden Frühlingsfest, das auf einem alten Brauch der Schafhirten basiert.

Einem Bericht des aus al-Andalus stammenden, jüdischen Gesandten Ibrahim ibn Yaqub, der in der zweiten Hälfte des 10. Jahrhunderts Ostmitteleuropa bereiste, ist zu entnehmen, dass die Slawen mehrere Saiteninstrumente und Blasinstrumente besaßen. Laut diesem Bericht, der in der Bearbeitung des andalusischen Geographen al-Bakrī (1014–1094) überliefert ist, gab es bei den Slawen ein über zwei Ellen langes Blasinstrument. Damit war offenbar eine Hirtentrompete gemeint. Die Längenangabe ist für sich genommen ungenau, denn eine Elle konnte im Arabischen je nach Region zwischen 50 und 91 Zentimeter entsprechen.
Der älteste ikonographische Nachweis aus Polen für eine mittelalterliche Hirtentrompete ist eine Tafel im Codex aureus Gnesnensis. Dieser um 1085–1090 vermutlich in Böhmen angefertigte Evangelistar, der vermutlich während der Herrschaft von Władysław I. Herman (reg. 1079–1102) nach Gniezno in Polen gebracht wurde, zeigt in der Verkündigung an die Hirten im unteren Drittel des ganzseitigen Bildes einen Schäfer, der eine Langtrompete in seiner linken Hand hält. Ein kurzes konisches Blasinstrument ist an der Bronzetür der Erzkathedrale von Gniezno dargestellt. Die 18 Reliefszenen auf der zweiflügligen Tür wurden vermutlich im letzten Drittel des 12. Jahrhunderts in Polen geschaffen und gehören zu den bedeutendsten Zeugnissen der romanischen Bildkunst. Literarische Quellen bestätigen, dass Blasinstrumente aus unterschiedlich großen Tierhörnern, Knochen und Holz in Polen bereits vor der Installierung der Piasten-Dynastie im 10. Jahrhundert verbreitet waren. Üblicherweise wurden sie mit dem lateinischen Wort cornu benannt, für größere und eher gerade Trompeten galt die polnische Bezeichnung trąba („Trompete“, italienisch tromba, vgl. drymba). Der polnische Historiker Maciej Stryjkowski (1547–1593) erwähnt in seiner Kronika Polska, Litewska, Żmudzka i wszystkiej Rusi („Chronik von Polen, Litauen und ganz Russland“) von 1582 fünf Mal lange Holztrompeten. Demnach gehörten sie unter anderem zu einem religiösen Ritual für die litauische Gottheit Ziemiennik (Žemyna), bei dem sich Männer und Frauen gegenüber standen, Holztrompeten bliesen und sangen. Bei Riten für den Frühlings- und Vegetationsgott Pergrubius feierten, sangen und bliesen die Teilnehmer Trompeten die gesamte Nacht. Holztrompeten wurden auch bei Beerdigungszeremonien eingesetzt, wie es bei den trembita spielenden Huzulen in der Ukraine bis heute üblich ist.
In einem Artikel von 1979 über Blasinstrumente in den westlichen Beskiden (südpolnisches Bergland an der Grenze zur Slowakei) wird eine trąba safanka genannte Holztrompete in der Hand einer Musikerin abgebildet. Auch wenn die Weidewirtschaft nicht nur in Osteuropa allgemein ein Beruf der Männer war, gab es hin und wieder Frauen in dieser Männerdomäne, die auch die für die Hirten bedeutsamen Holztrompeten bliesen. Lediglich das mit Tabus belegte Schneckenhorn (trouba proti mračnům) in Böhmen durften Frauen früher nur mit einem umgebundenen Kopftuch als Vorsichtsmaßnahme in die Hand nehmen. Ansonsten wurden die Blasinstrumente der Hirten nach ihrer Funktion unterschieden: ob sie als Signalinstrument eine wesentliche Bedeutung hatten oder nur der Unterhaltung dienten. Zu letzteren zählten im Baltikum diverse Pfeifen, Flöten und Rohrblattinstrumente, während Tierhörner, Rindentrompeten (taure, truba in Lettland, neverlur in Skandinavien) und Holztrompeten zu den Utensilien des älteren Schäfers gehörten. Dieser blies die im Baltikum zwischen 0,5 und knapp 2 Meter lange Holztrompete früh am Morgen, um die Herde zu versammeln und vor allem am Nachmittag, um sie heimzutreiben.
Regional unterschiedlich stark ausgeprägte Funktionen der einzeln oder in Gruppen, ein- oder mehrstimmig gespielten, langen Holztrompeten waren oder sind folglich das Zusammentreiben der Herdentiere, Abschrecken von Raubtieren, Warnen vor Gefahren, die Nachrichtenübermittlung für Fischer und Waldarbeiter sowie eine Ritualfunktion bei religiösen Zeremonien und Übergangsriten. Hinzu kommt die symbolische Bedeutung von Holztrompeten für die nationale Tradition einer Hirtenkultur, die heute bei musikalischen Wettbewerben und Folkloreveranstaltungen zum Ausdruck gebracht wird.

## Bauform und Spielweise

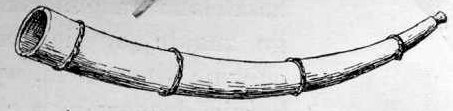
Ligawka. Zeichnung in der 1900–1903 erschienenen „Altpolnischen Enzyklopädie“ von Zygmunt Gloger.

Der Name bazuna für die nordpolnische Holztrompete geht auf lateinisch bucina zurück und ist mit bucium, altfranzösisch buisine und altniederländisch bazuin über busaune Die zentralpolnische Holztrompete wurde 1778 mit dem Namen ligawka erwähnt, der von Latein ligare („binden“, „umwickeln“) herrührt. Die bazuna ist mit 1–1,5 Metern Länge die kürzeste der drei polnischen Holztrompeten, die ligawka misst bis zu 2 Meter und die südpolnische trombita erreicht 4 Meter Länge.
Die konische Röhre der bazuna besteht aus Erlen- oder Fichtenholz. Wie beim Alphorn werden die zwei gespaltenen Hälften dünnwandig ausgehöhlt und anschließend wieder zusammengefügt. Zur Stabilität wird in regelmäßigen Abständen ein Flechtband umgewickelt. Die bazuna ist meist gerade, manche Exemplare sind an der Schallöffnung in einem leichten Bogen gekrümmt. Beim Spiel wird das Blasinstrument entweder waagrecht gespielt und von einer Begleitperson am vorderen Ende gehalten oder wie ein Alphorn mit dem Ende am Boden aufgesetzt. Bei den Kaschuben gehört die bazuna zur Tradition der Schäfer und Fischer. Durch veränderten Blasdruck lassen sich mit ihr vier bis acht Obertöne der Naturtonreihe erzeugen.
Der Nordwesten Polens bildet mit Hinterpommern einschließlich der Kaschubei und dem Ermland eine der fünf Musikregionen der polnischen Volksmusik. Für die Lieder und Tänze der Kaschuben ist ein ruhiger 2/4- und 3/4-Takt im Tempo giusto typisch. Auf den Holztrompeten werden abgesehen von ihrer früheren Funktion als Signalinstrumente einfache Melodien gespielt, traditionell gehören sie zum Brauchtum bei den Jahresfesten. Neben den nach Verwendungszweck regional unterschiedlich eingeteilten und begrifflich festgelegten Volksmusikgattungen wie etwa Wiegenlieder (kolysanki) und Trauerlieder (gdrznowanie) bilden die auf Holztrompeten vorgetragenen Hirtensignale eine eigene Gruppe. In Ciechanowiec findet seit 1974 jedes Jahr zur Vorweihnachtszeit Anfang Dezember ein Musikwettbewerb mit Holztrompeten in den Kategorien ligawka, trombita und bazuna statt.